# Чигиринский уезд
Чигири́нский уе́зд — административно-территориальная единица Киевской губернии Российской империи. Уездный город — Чигирин.

## География
Уезд находился на юго-востоке губернии. Площадь уезда составляла 3274 км².

## Население
По переписи 1897 года население уезда составляло 225 915 человек, в том числе в городе Чигирин — 9872 жителей, в местечке Златополь — 11 400 жителей.
По данным Киевского губернского статистического комитета (1900), в уезде проживали 221 521 человек.

### Национальный состав
Национальный состав по переписи 1897 года:
- малороссы — 201 926 чел. (89,4 %),
- евреи — 19 507 чел. (8,6 %),
- русские — 3178 чел. (1,4 %),

## Административное деление
На 1 января 1900 года Чигиринский уезд состоял из 7 местечек, 78 сёл, 32 деревень, 28 хуторов, 2 посёлков, 11 ферм, 3 еврейских колоний, 11 полевых и лесных сторожек, 1 монастыря и 2 лесных сторожек — всего из 175 населённых пунктов. Все эти пункты были распределены в административном отношении между 2 мировыми посредниками, 3 становыми приставами, 15 волостными правлениями и 15 полицейскими урядниками. В судебно-мировом и следственном отношениях Чигиринский уезд был разделён на 4 судебно-мировых и 4 следственных участка.
1. Александровская волость
2. Головковская волость
3. Златопольская волость
4. Каменская волость
5. Лебединская волость[укр.]
6. Оситняжская волость
7. Подорожанская волость
8. Рацевская волость
9. Ставидлянская волость
10. Суботовская волость
11. Телепинская волость
12. Трилеская волость
13. Трушевская волость
14. Цветнянская волость
15. Шабельницкая волость